# Iž 2715

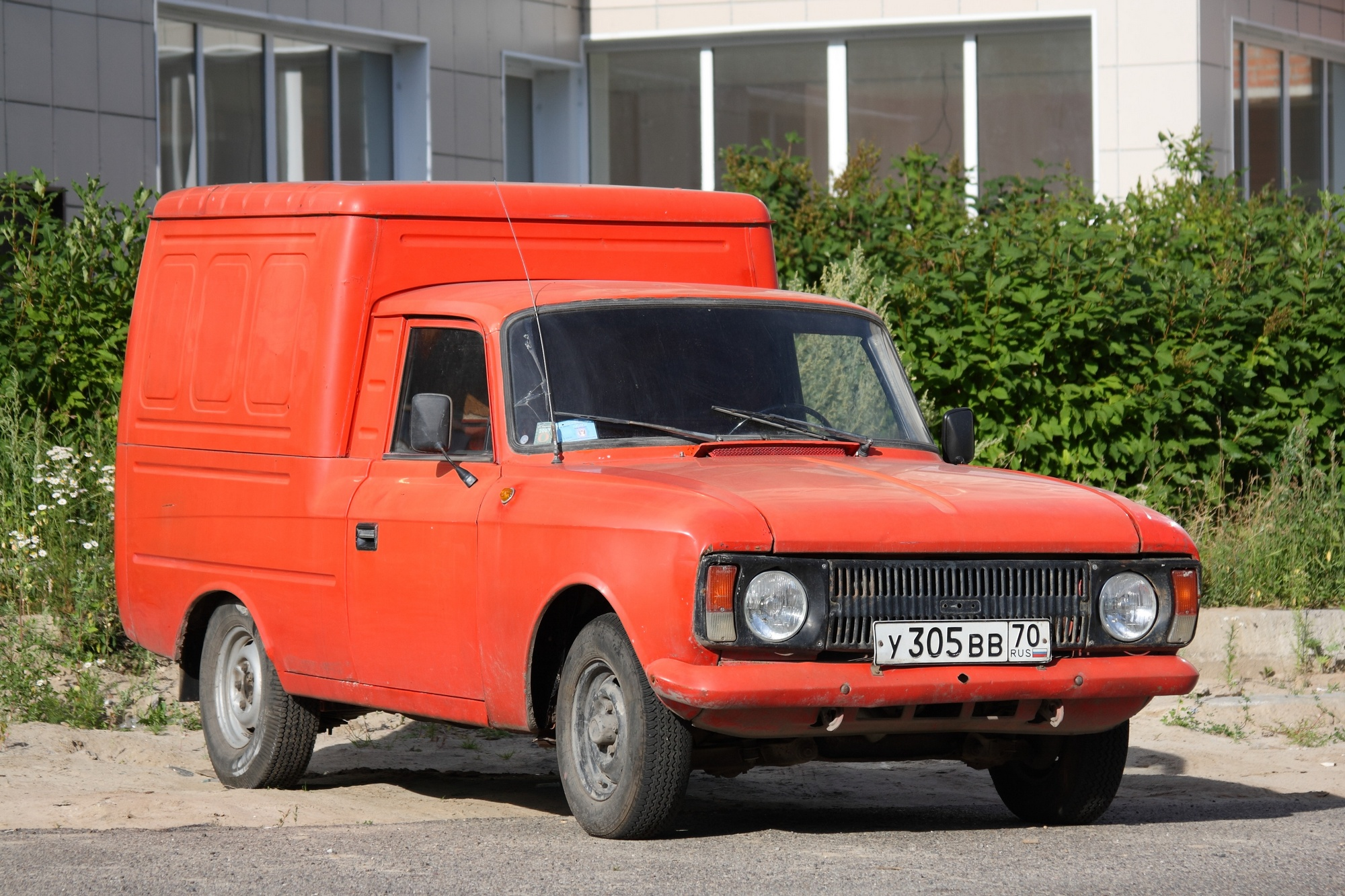
Modifikace se zapuštěnými klikami

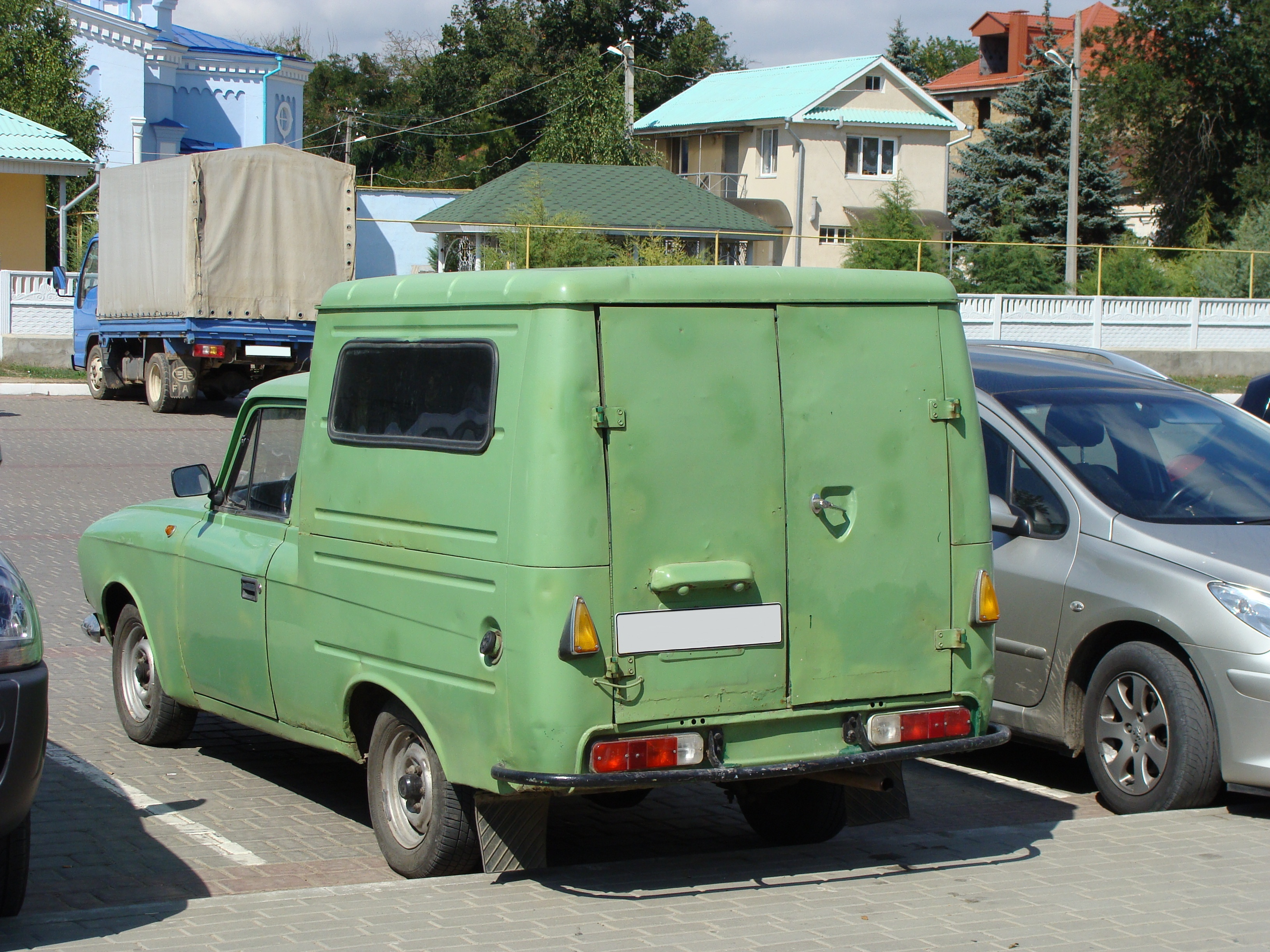
Iž-27156 modifikace pro přepravu osob, zadní pohled

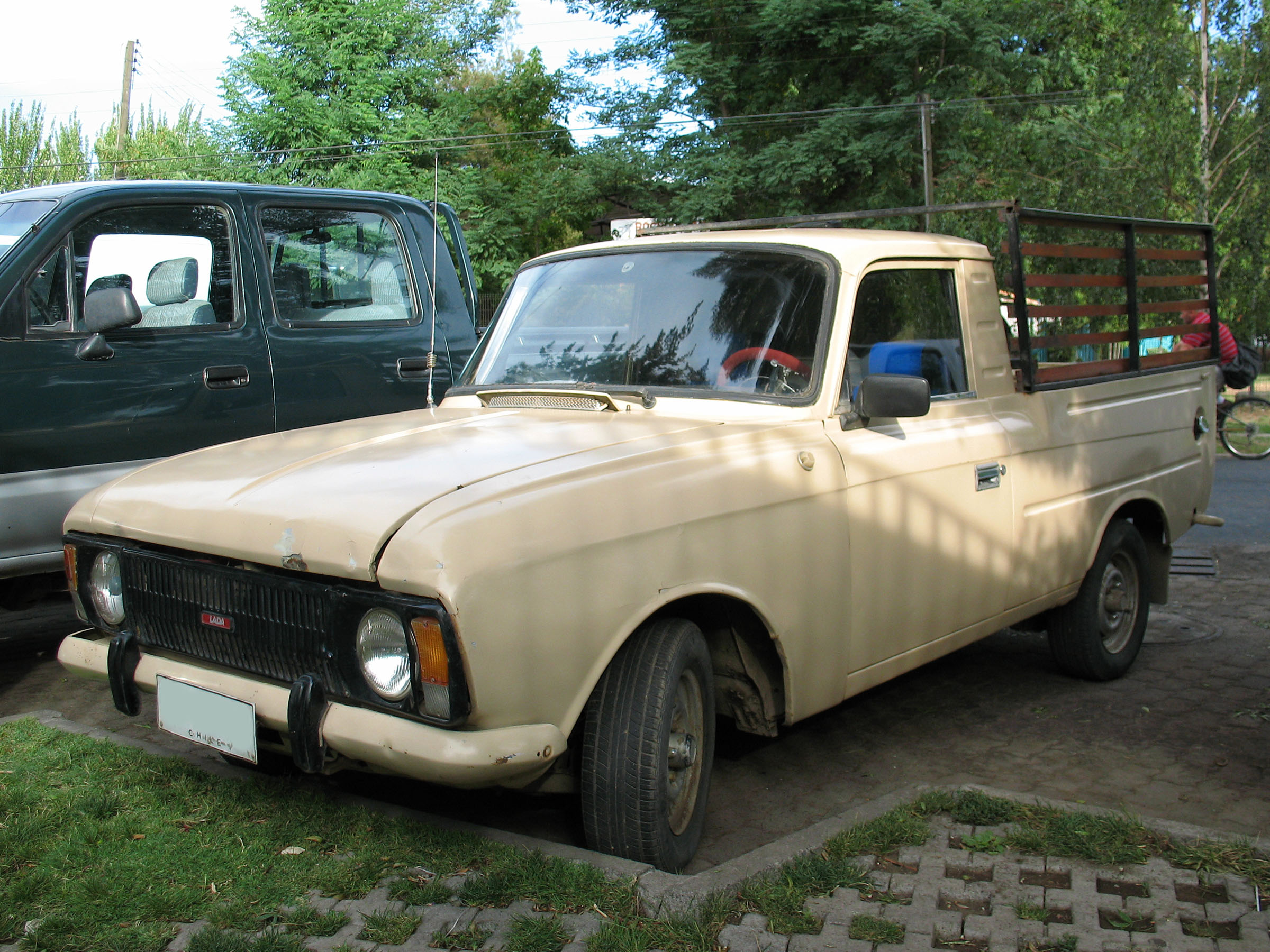
V Chile byly pick-upy prodávány pod značkou Lada

Iž 2715 byl sovětský a ruský dvou- až šestimístný automobil pro rozvážkovou službu s karoserií furgon nebo pick-up. Sériová výroba běžela v Iževském automobilovém závodě celých 29 let (1972 až 2001). Bylo vyrobeno 2 317 493 kusů.
Kabina vozu byla dvoumístná se samostatnými sedadly. Sedadlo řidiče bylo podélně nastavitelné s možností regulovat náklon opěradla. Vůz vznikl na základě modelu Moskvič 412, který se také v Iževsku vyráběl. Montovaly se motory UZAM-412E (1 487 cm³, 55 kW, 75 ks) a UZAM-412DE (1 487 cm³, 50 kW, 67 ks).
V osmdesátých letech 20. století byl v SSSR jediným lehkým rozvážkovým automobilem. Do té doby se při výrobě obdobných dodávkových automobilů spoléhalo na opravárenské závody, které na dodávkové automobily přestavovaly ojetá kombi. Nosnost vozu byla 450 až 500 kg. Používal se na rozvoz malých množství zboží. Podle tvaru karoserie dostal někde přezdívku kabluk (podpatek). Protože se často používal k rozvozu cukrářských nebo lahůdkářských výrobků, říkalo se mu také pirožkovoz.

## Modifikace
Vyráběly se dvě generace vozů Iž 2715. První generace se vyráběla v letech 1972 až 1982. Přední část automobilu byla použita z vozu Moskvič 412, který se v té době ve stejném závodě také vyráběl. Na některá exportní provedení se montovala přední maska a reflektory (výroby NDR) z kombi Iž 2125, které se vyrábělo souběžně.

### Provedení, vyráběná do roku 1982
- Iž 2715 – celokovová karoserie furgon, což v tomto případě znamená pick-up s krytem nákladního prostoru, vzadu dvoudílné, do boků otevírané dveře, vyráběl se v letech 1972 až 1982,
- Iž 27151 – pick-up (otevřený nákladní prostor), zadní čelo nákladového prostoru se sklápělo dolů, vyráběl se v letech 1974 až 1982.

V roce 1982 proběhl facelift celé modelové řady automobilů Iž. Dostaly novou černou čelní masku s kruhovými světlomety, novou kapotu, zapuštěné kliky dveří a spouštěcí okna bez dodatečných větracích okének.

### Provedení, vyráběná po roce 1982
- Iž 2715-01 – karoserie celokovový furgon, vyráběl se v letech 1982 až 1997,
- Iž 2715-011-01 (AI-76), 014-01 (AI-93) – karoserie celokovový furgon,
- Iž 27151-011-01 – pick-up, vyráběl se v letech 1982 až 1997,
- Iž 27156 – šestimístná varianta pro dopravu osob, vyráběl se v letech 1988 až 2001. Tato modifikace byla určena jak pro dopravu osob, tak nákladů. Na rozdíl od původního furgonu byly v nákladním prostoru namontovány dvě sklopné lavice. Do boků nástavby byla zabudována okna, která bylo možné stahovat. Prosklená byla také levá polovina zadních dveří. Stahovat bylo možné i sklo v přepážce mezi řidičem a nákladním prostorem. Byly instalovány opěrky hlavy a osvětlení. V zájmu pasivní bezpečnosti cestujících byly zesíleny některé konstrukční prvky karoserie.
- Elite PickUp – byla exportní modifikace Iž 27151 s prodlouženou karoserií. V SSSR byla známá pod označením Iž 27151-013-01. Zpočátku se tato verze dodávala pouze do Latinské Ameriky, především do Panamy, odkud obchodní organizace Avtoexport získala objednávku. Později se tato verze dodávala také do Finska. Název byl odvozen analogicky od exportního názvu Moskviče 412, který se na některých trzích prodával pod označením Elite 1500. Základní rozdílem oproti pick-upům pro domácí trh byla karoserie prodloužená v zadní části a hranaté světlomety, podobné těm na starších Moskvičích. Zadní sdružené svítilny i směrová světla zůstala stejná jako na vozech Iž z posledních let výroby. Pohon i řízení zůstaly beze změny.

Vůz byl původně určen pro přepravu objemných, ale lehkých nákladů. Při zvětšení objemu nákladního prostoru zůstala nosnost stejná. Při přetížení vozu se odlehčovala přední náprava a zhoršovala se ovladatelnost. V devadesátých letech byla zhotovena prototypová série vozů, vybavených pro přepravu osob. Do sériové výroby se nedostaly právě pro špatnou ovladatelnost při zatížení. Některé furgony si ale přestavěli na osobní jejich majitelé vlastnoručně.

## Varianty vnějšího vzhledu
Všechna vyráběná provedení vozu Iž 2715 je možné podle vnějšího vzhledu rozdělit na čtyři varianty.
- První varianta – bok krytu nákladního prostoru má tři výztužné prolisy, na samotné karoserii prolisy nejsou. Přední nárazník a mřížka chladiče jsou chromované. Zadní dveře jsou hladké s kovovým znakem Iž 1500 GR. Zadní nárazník je zhotoven z třídílné trubky.
- Druhá varianta – bok krytu nákladního prostoru má tři výztužné prolisy, na karosérii je jeden prolis. Přední nárazník i mřížka chladiče jsou v barvě karoserie.
- Třetí varianta – na boku krytu nákladního prostoru byly tři výztužné prolisy, na karoserii dva prolisy. Zadní dveře byly hladké s vylisovaným nápisem Iž 2715. Mřížka chladiče a přední nárazník byly lakované v barvě vozu. Na přední části nástavby mohl být výztužný prolis. Zadní nárazník byly jen dvě trubky na bocích karoserie.
- Čtvrtá varianta – vozy s novou černou mřížkou chladiče (2715-011 a 014 často měly mřížku v barvě karoserie), zapuštěné kliky dveří, prolis na střeše a dveřích kabiny.